# Бахор (район Рудаки)
Бахор (тадж. Баҳор; до 2008 года — Галлабулок) — село в районе Рудаки Республики Таджикистан. Входит в состав джамоата (сельской общины) Султонобод.
Село находится на расстоянии 21 км от районного центра (пгт. Сомониён) и 3 км от центра джамоата (село Султонобод). Население села Бахор составляет 824 человек (на момент 2017 г.).
21 марта 2024 года дожди в районе Джами спровоцировали сход селей, которые подтопили улицу и 5 приусадебных участков жителей села Бахор сельского джамоата имени Кадриддина Гиясова.